# Yasushi Kimura
Yasushi Kimura (jap. 木村 康, Kimura Yashushi; * 28. Februar 1948) ist ein japanischer Manager.

## Leben
Kimura studierte an der Keio University, wo er 1970 sein Studium beendete. Seit 2010 ist Kimura Vorsitzender des japanischen Erdölunternehmens JX Holdings.